# Rue Théophile-Roussel
La rue Théophile-Roussel est une voie située dans le quartier des Quinze-Vingts du 12e arrondissement de Paris.

## Situation et accès
La rue Théophile-Roussel est accessible à proximité par la ligne de métro 8 à la station Ledru-Rollin.

## Origine du nom
Elle porte le nom du médecin et homme politique lozérien Théophile Roussel (1816-1903) né à Saint-Chély-d'Apcher et mort en son domaine d'Orfeuillette. Une avenue Théophile Roussel lui rend hommage également à Marvejols.

## Historique
Cette voie a été ouverte par décret du 11 janvier 1904, sur les terrains de l'ancien hôpital Trousseau après la destruction de celui-ci, et prend sa dénomination actuelle par un arrêté du 5 avril 1904.

## Bâtiments remarquables et lieux de mémoire
- La rue longe le côté sud du square Trousseau.
- Au no 1 : immeuble de  1905 (architectes E. Michel et fils ; sculpteur D. de Folleville) ; adresse du Baron rouge.
- Au no 7 se trouve un immeuble de type habitation à bon marché (HBM), construit en 1909 par l'architecte Auguste Labussière et appartenant à la Fondation Rothschild.

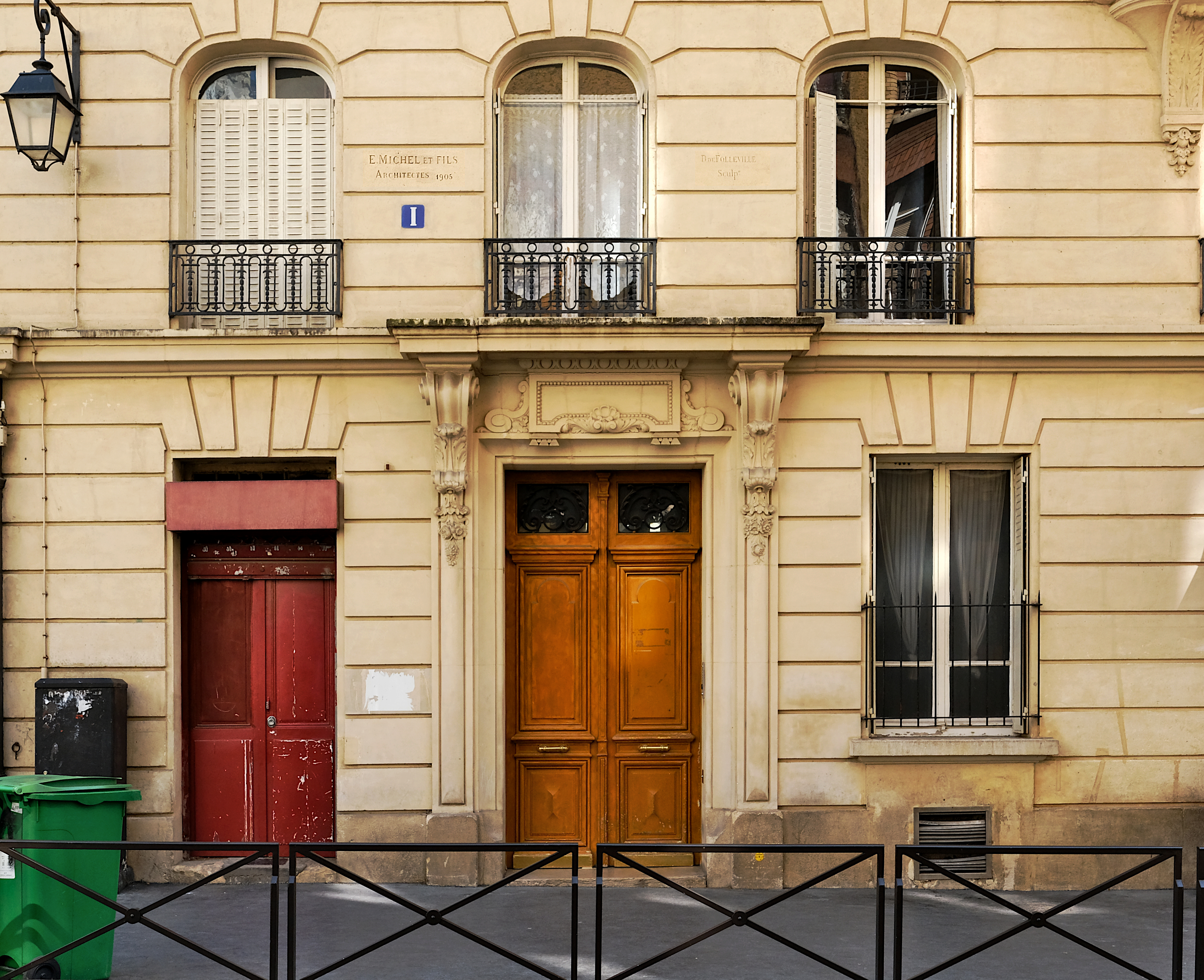
No 1, entrée avec les signatures des architectes et du sculpteur.
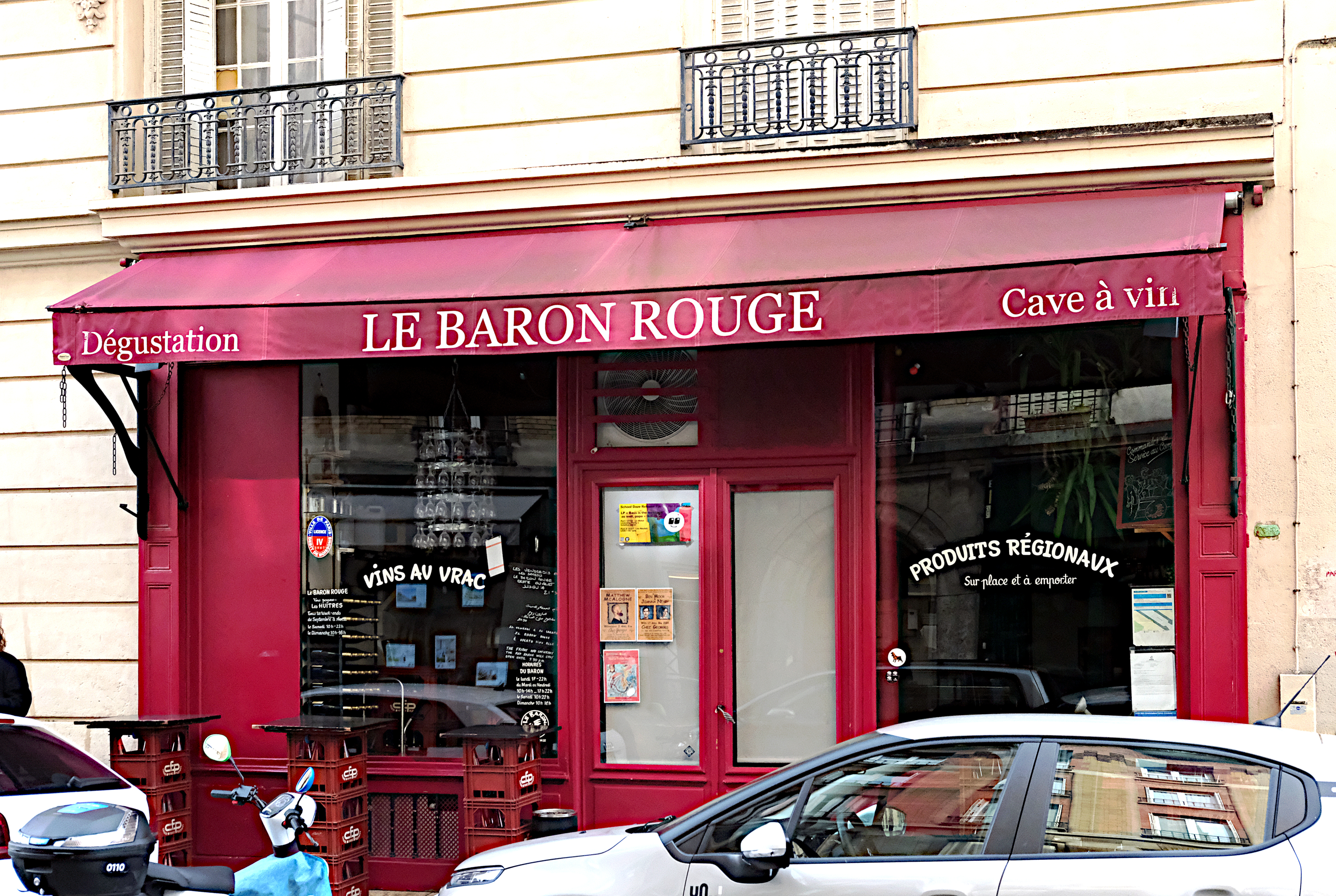
No 1, Le baron rouge.
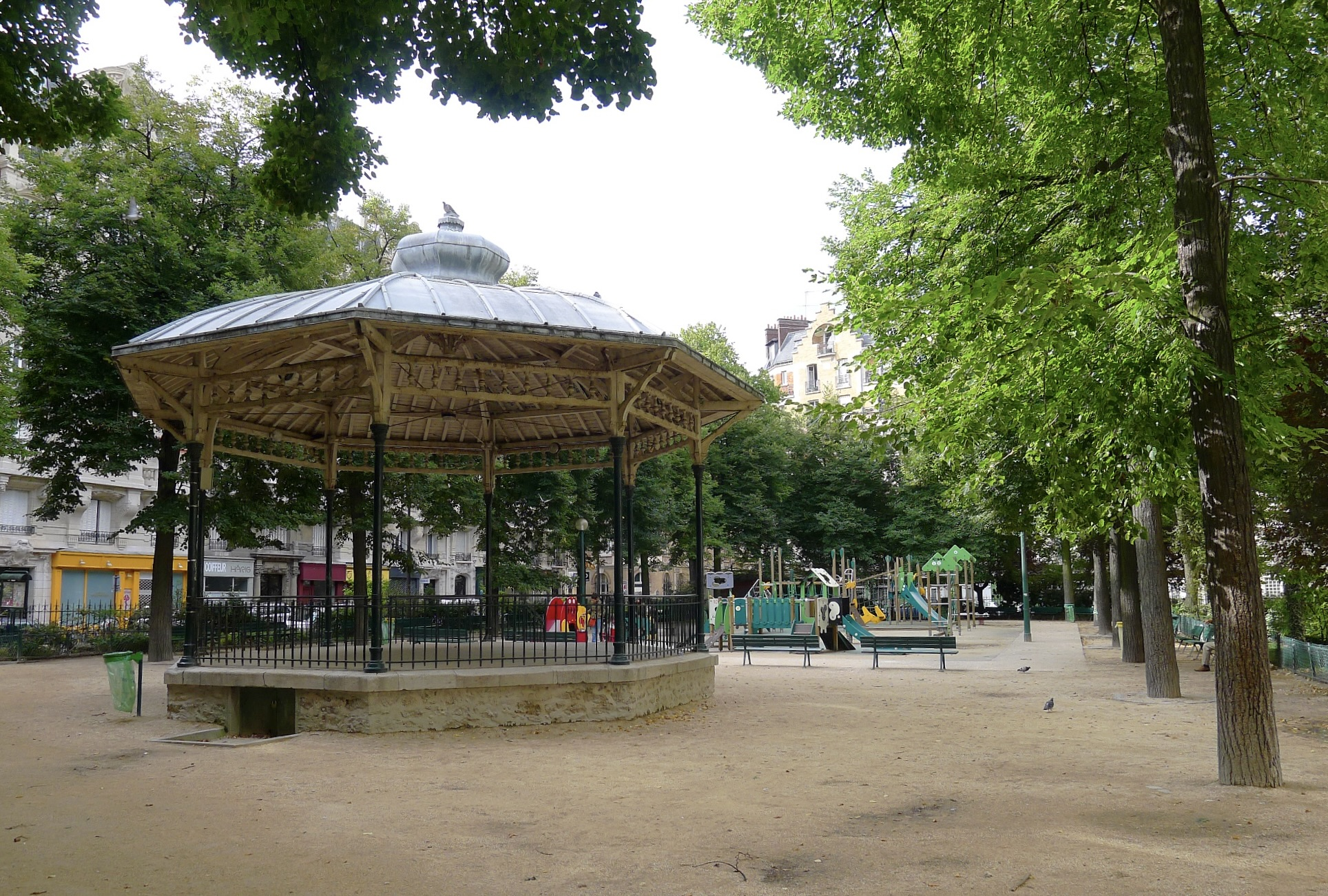
Square Trousseau vu en direction de la rue Théophile-Roussel.
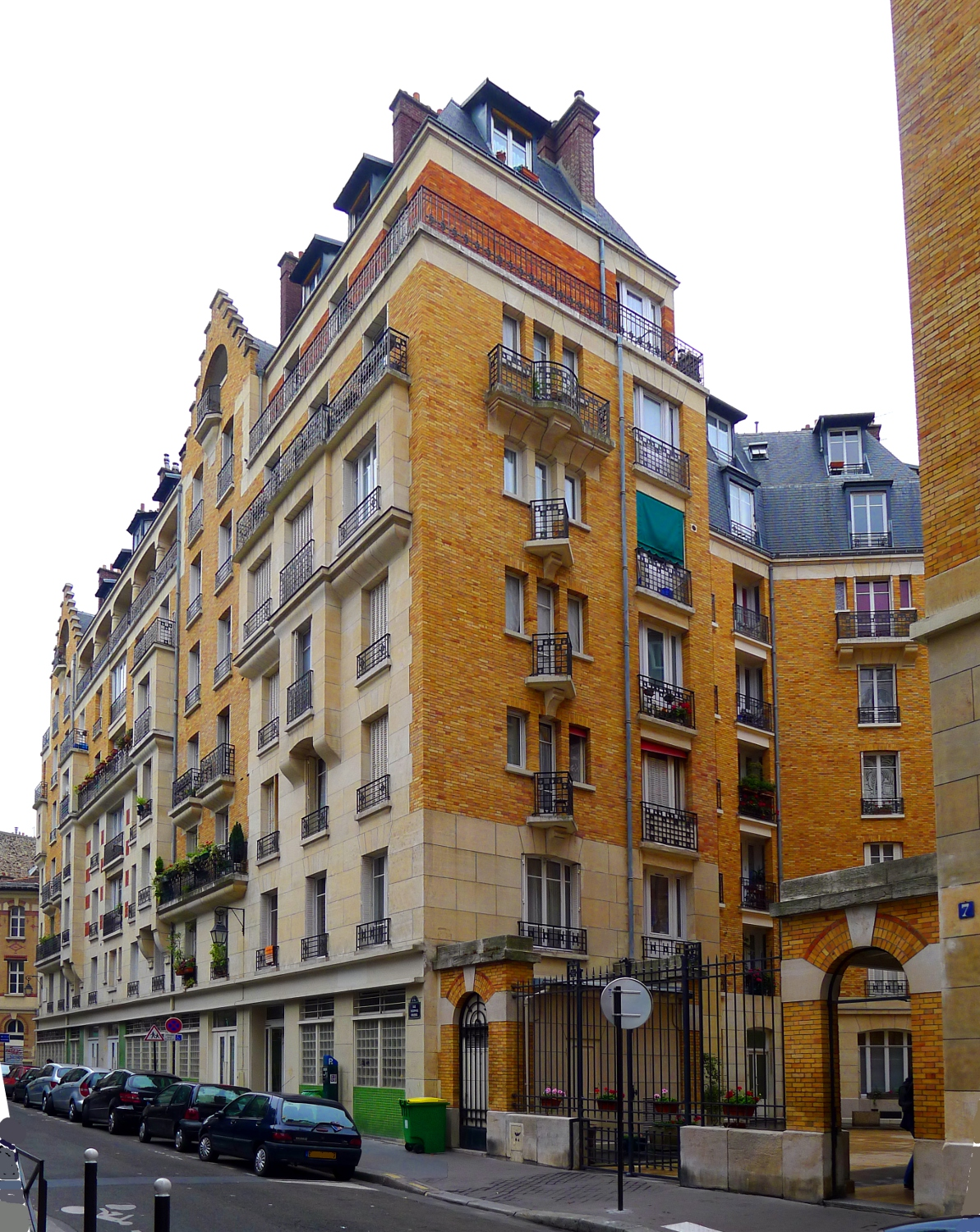
No 7, immeuble HBM de la Fondation Rothschild.